# Witold Leonhard

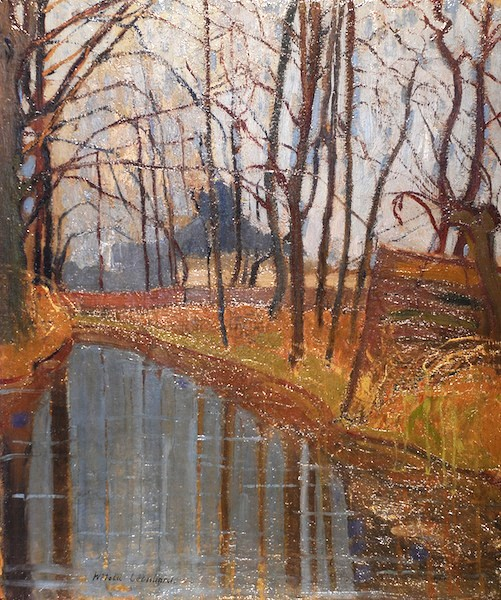
Słota jesienna – obraz Witolda Leonharda, 1909

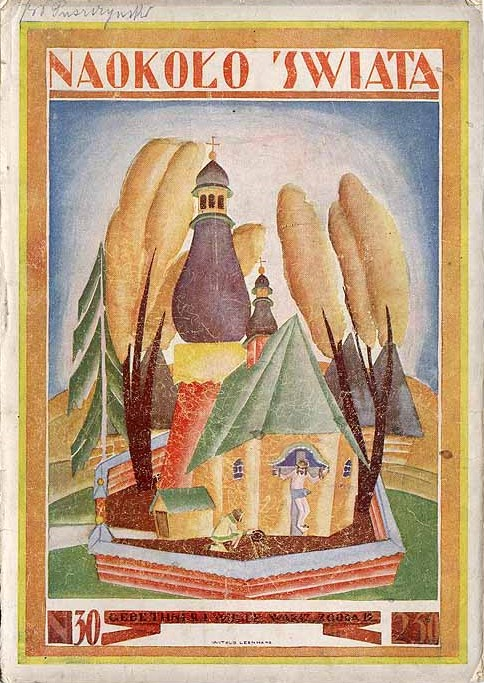
Okładka pisma „Naokoło Świata”,
proj. Witold Leonhard, 1926

Witold Leonhard (ur. 17 lutego 1890 w Krakowie, zm. 5 marca 1947 w Warszawie) – polski malarz, rysownik i projektant tkanin.

## Życiorys
Był synem Wiktora i Karoliny z d. Musil. Miał dwoje młodszego rodzeństwa: Zofię i Jerzego Jana – podpułkownika Wojska Polskiego, dowódcę 15 pułku artylerii lekkiej, bohatera bitwy nad Bzurą.
W latach 1910–1912 studiował malarstwo w krakowskiej Akademii Sztuk Pięknych u Wojciecha Weissa i Teodora Axentowicza. W 1913 wyjechał na dalsze studia do Drezna. Podróżował również do Francji, Włoch i Hiszpanii.
Po I wojnie światowej zamieszkał w Warszawie. Natomiast pracownię miał w pobliskiej Jabłonnie.
W 1919 zaprojektował wspólnie ze Zbigniewem Pronaszką wnętrze i freski w warszawskiej kawiarni „Ziemiańska”. W 1928 – wspólnie ze swoim przyjacielem i również malarzem, Józefem Szperberem – wykonał restaurację polichromii na fasadzie kamienicy Rolińska przy Rynku Starego Miasta 25 w Warszawie. Jego prace zdobiły także kabiny transatlantyku MS Piłsudski.
Ponadto współpracował z takimi pismami jak „Wiadomości Literackie”, „Kurier Poranny”, „Naokolo Świata” i „Szpilki”, w których zamieszczał m.in. rysunki satyryczne. Natomiast dla pracowni tkackich w Zakopanem projektował kilimy.
Podczas okupacji niemieckiej przez pewien czas mieszkał z małżonką, Alicją z d. Goldfeder, u jej siostry, Zuzanny Neuman, na ul. Chocimskiej 12. Od 1943 ukrywał się z żoną w wynajmowanym lokalu w Podkowie Leśnej. Alicja, będąca Żydówką, nie opuszczała pokoju, w którym mieszkali, wychodził tylko on. Czasowo przechowywała swojego szwagra, Tadeusza Neumana i jego syna – Konstantego. Tymczasem Witold, mimo okupacyjnego zagrożenia ze strony Niemców, regularnie opuszczał schronienie. Robił zakupy, wyprowadzał psa, załatwiał bieżące sprawy oraz współpracował z prasą konspiracyjną, a nawet grywał w brydża z przyjaciółmi. Z upływem czasu zaczęło mu brakować pieniędzy. Nikt w Podkowie nie chciał kupować biżuterii. W sklepach odmawiano mu sprzedaży chleba na kredyt. Mimo wszystkich przeciwności on i Alicja przeżyli wojnę.

## Twórczość
Tematem jego prac są głównie pejzaże i martwe natury. Wystawiał początkowo we Lwowie i Zakopanem, a potem w Łodzi, Poznaniu i Warszawie. W stołecznym Towarzystwie Zachęty Sztuk Pięknych miał też dwie wystawy indywidualne, zorganizowane w 1922 i 1930.

### Malarstwo
- Słota jesienna, 1909
- W słońcu, ok. 1910
- Studium chmur, 1910
- Bukiet chryzantem w glinianym dzbanie
- Ateny
- Zagroda, 1928
- Samotna topola, 1928
- Wieś, 1928
- Krajobraz St. Tropez, 1930
- Pejzaż z Korsyki
- Pejzaż z Hiszpanii, 1930
- Lliria koło Walencji, 1936
- Łódź rybacka, 1936
- Wieś na Ibizie, 1935
- Port na Ibizie, 1936
- Widok na katedrę na Ibizie, 1935
- Zimowy dzień na Ibizie, 1936
- Pejzaż wiejski, 1937

### Opracowania graficzne książek i czasopism
- „Naokoło Świata” (okładka), nr 30, wyd. Gebethner i Wolff, 1926